# Siloscinae
Siloscinae es una subfamilia de  lepidópteros glosados del clado Ditrysia de la familia Tineidae.

## Géneros
- Autochthonus
- Organodesma
- Silosca